# Александров Петро Якимович
Петро Якимович Александров (1836, Орловська губернія — 1893, Санкт-Петербург) — російський юрист, прокурор, видатний адвокат і судовий оратор. Виступав захисником у справі Віри Засулич.

## Біографія
Народився в 1836 році в Орловській губернії в сім'ї священнослужителя.
Середню освіту здобув у семінарії, де в нього виявилася схильність до гуманітарних наук та виникло рішення стати юристом. У серпня 1855 року він приїхав у Санкт-Петербург і вступив на юридический факультет Імператорського Санкт-Петербурзького університета, який закінчив у 1860 році зі ступенем кандидата прав. Під час навчання в університеті займався репетиторством та слухав лекції на історичному факультеті.
У 1860 році вступив на службу до Міністерства юстиції, а 15 вересня 1860 року затверджений у чині колезького секретаря зі стажем від дня вступу на службу. Із дозволу військового генерал-губернатора Санкт-Петербурга допущений до виконання посади судового слідчого другої ділянки Царськосільського повіту (такий дозвіл вимагався при призначенні на будь-які посади у районі резиденції імператора).
У 1866 році П. Я. Александров призначений товаришем прокурора Петербурзького окружного суду, але менш ніж через рік призначений прокурором Псковського окружного суду. Наприкінці 1871 року Александров переводиться до Санкт-Петербурга товаришем прокурора судової палати, в 1872—1873 роках обіймає посаду прокурора судової палати. У 1874 році Петра Якимовича Александрова призначають товаришем обер-прокурора касаційного департаменту Урядового сенату.
У 1875 році Петро Якимович дає висновок у справі Суворіна і Ватсона, які звинувачувалися в наклепі в пресі, і виступає на захист прав та незалежності преси. Це викликало невдоволення керівництва, і в результаті П. Я. Александров подає рапорт про відставку. 16 січня 1876 року звільнений зі служби.
Після відставки Петро Якимович вступив до адвокатури та став присяжним повіреним . Як присяжний повірений брав участь у багатьох гучних справах: справа 193-х, справа Віри Засулич, кутаїська справа і в низці інших, де яскраво виявилося його ораторське мистецтво, що принесли йому популярність.
Петро Якимович був відомий як кваліфікований юрист, як людина, яка ретельно вивчала матеріали справи, вникала у спеціальні тонкощі, його судові промови відрізнялися стриманістю та чіткою композицією.
Хворів на бронхіальну астму; помер 11 березня 1893 року .